# تكلتو
تَكُلتو Tākultu ممارسة دينية في بلاد ما بين النهرين القديمة على شكل مأدبة شعائرية يقدم فيها الملك المشروبات للآلهة . أقدم الشهادات عليها وردت في نصوص من بابل من العصر البابلي القديم ، مع أن بدأ أداء التكلتو كان في وقت مبكر من عهد شمشي أداد الأول في بلاد ما بين النهرين العليا. وتتوافر مصادر آشورية من العصر الآشوري الأوسط والعصر الآشوري الحديث . كان هدف هذه الشعائر في عهد سلالة السرجونيين إنشاء رابط بين مركز الإمبراطورية الآشورية الحديثة ومحيطها من خلال استدعاء الآلهة من مواقع مختلفة لبركة الملك.

## الاسم
كلمة تكلتو مشتقة من الفعل الأكادي اكلو akālu ، بالعربي "أكل"، ويمكن ترجمته حرفيًا إلى "مأدبة" أو "وليمة".  المصطلح السومري المقابل هو گيشبون gišbun ،  وهي كلمة مستعارة احتمالًا من الكلمة الأكادية كيسبوم kispum ، ومكتوبة لفظيًا باسم كي. كاش. گار(حرفيًا "موضع البيرة").  وبناءً عليه، وصفت الشعيرة التي كانت نوعًا من تقديم الطعام،  بأنه "شعيرة مأدبة".  تشير المصادر الآشورية الحديثة إلى أنها تضمنت تقديم الملك المشروبات للآلهة.  يلاحظ ويليام دبليو هالو أن تطور المعنى الديني لكلمة تكلتو يعكس ظاهرة أوسع نطاقًا تتمثل في المصطلحات الطقسية في بلاد ما بين النهرين والتي تشتق من اللغة اليومية. 

## الشهادات المبكرة

### بابل
وفقًا لستيفان ماول Maul، من الممكن أن تكون التكلتو قد تطورت من شعائر سابقة ركزت على إنليل .  ووردت أقدم الإشارات إليها في النصوص البابلية من العصر البابلي القديم . 
اقترح ويليام هالو W. Hallo أن أسطورة لوغالباندا في كهف الجبل تصف تكلتو .  ففي المقطع ذي الصلة، يقوم لوغالباندا بإعداد وليمة تتكون من لحم الماعز والأرخص والمشروبات الكحولية المختلفة، ويدعو آن ، وإنليل، وإنكي ، وننهورساج للمشاركة فيها.  المصطلح المستخدم للإشارة لذلك هو المقطع السومري گيشبون ، والمعروف من مصادر أخرى أنه ترجمة لكلمة تكلتو. 
وردت ثلاثة أدلة فقط على مصطلح تكلتو في النصوص البابلية الوسطى ، وليس من الواضح ما إذا كان المقصود هو الاحتفال الديني أو مأدبة عادية في كل من هذه الحالات. 

### مناطق أخرى
دُمجت التكلتو أيضًا في تقاليد بلاد ما بين النهرين العليا .  وورد ذكرها بالفعل في نقش يعود إلى شمشي أدد الأول ، والذي يشير على ما يبدو إلى أنها أقيمت في آشور في أثناء حكمه.  النسخة الباقية ( متحف اللوفر A 889) عبارة عن رقيم اكتشف في القصر الملكي في ماري . 
ترد الإشارات إلى التكلتو المُقامة في آشور، وتحديدًا في معبد آشور، في نصوص الدولة الآشورية الوسطى من عهد أداد نيراري الأول وخليفته شلمنصر الأول .  إذ تشير الكتابات الموجودة على الأواني والجرار إلى أن الشعيرة أقيمت ثلاث أو أربع مرات على الأقل في عهد الأول  وثلاث مرات على الأقل في عهد الأخير. 

## شهادات الفترة الآشورية الجديدة
لا توجد أي شهادات على وجود التكلتو في الفترة ما بين حكم شلمنصر الأول وصعود سلالة السرجونيين إلى عرش زمن الإمبراطورية الآشورية الحديثة .  يزعم ستيفان مول أنه من الممكن مع ذلك أن هناك استمرار لأداء هذه الشعيرة خلال بقية الفترة الآشورية الوسطى، وخلال الفترة الآشورية الحديثة بأكملها.  ترد صيغ من عهد سنحاريب وآسرحدون وآشور بانيبال وآشور إيتيل إيلاني وسين سار إشكون.  كما اكتشفت نسخ فرادة في حفريات آشور ونينوى وسلطان تبه .  وفي حين يرجح مول أن طقوس التكلتو كانت تُؤدى على في آشور في معبد آشور،  تلاحظ بياته بونجراتز-ليشتن Beate Pongratz-Leisten أن التوزيع الجغرافي للنصوص قد يشير إلى أن الطقوس كانت تُؤدى في وقت واحد في مدن متعددة، أو بدلاً من ذلك أكثر من مرة خلال حكم حاكم واحد.  ويشير حرد المتن المتبقي إلى أن النصوص تم إعدادها من قبل رجال البلاط رفيعي المستوى، مثل المنجم يسار-شومو-إريس والساحر كيصير آشور ، مستشارا أسرحدون وآشور بانيبال. 
تُشير بونجراتز-ليشتن إلى أن نصوص التكلتو الآشورية الحديثة لا تركز على تكرار ممارسة الشعيرة.  ومع ذلك، أضاف الشكل الجديد للشعيرة بعدًا مكانيًا مميزًا إليها، إذ كان ربط أطراف الإمبراطورية الآشورية الحديثة بمركزها هدفًا أساسيًا.  فجرى استدعاء الآلهة من مناطق مختلفة لبركة الملك ومدينة آشور وآشور ككل. 

### الآلهة المدعوة

#### آلهة بلاد ما بين النهرين
تحتوي نصوص التكلتو الآشورية الحديثة على قوائم طويلة من الآلهة المدعوة.  وتعتبر هذه الكتابات مصدرًا مهمًا للمعلومات حول آلهة المدن الآشورية، على الرغم من أن جون ماكجينيس John MacGinnis يؤكد أنها لا تذكر كل إله يعبد في تلك المناطق. 
معظم الآلهة المذكورة كانت مرتبطة بآشور.  في بعض الحالات، تعكس مجموعاتهم تقاليد هذه المدينة التي يعود تاريخها إلى عهد إيريشوم الأول ؛ فعلى سبيل المثال، بقيت مجموعة من القضاة الإلهيين من معبد آشور المذكورة لأول مرة في نقوشه تظهر في تكلتو الآشورية الحديثة.  وآلهة من المدن الآشورية الكبرى الأخرى (مثل نينوى أو أربيل )ترد كذلك، وفي نهاية القائمة يمكن ذكر تلك التي كانت تُعبد في أجزاء أكثر بعدًا من الإمبراطورية.  إذ يذكر في التكلتو من عهد سنحاريب آلهة من بابل ، مثل عشتاران وشارات-دري من دير . 
يمكن ذكر أكثر من مظهر من مظاهر الإله في نفس النص، كأن ترد مظاهر مختلفة لآشور، بعضها نوع من التوفيق بينه وبين الآلهة الأخرى.  تذكر أحدة التدوينات من عهد آشور بانيبال كلاً من سين وشمش مرتين.  في تكلتو سنحاريب، ورد ذكر إيبخ ثلاث مرات، مرتين كإله متجسد ومرة كجبل.  ولاحظ سبنسر ألين Spencer L. Allen أنه في بعض الحالات يتم استخدام نفس الاسم الإلهي عدة مرات للإشارة إلى آلهة مميزة، مثل عشتار المرتبطة بمدن محددة.  وتشير باربرا بورتر Barbara Nevling Porter إلى أنه في نسخة من عهد آشور بانيبال، تم التعامل مع عشتار، عشتار أربيل و"سيدة نينوى" (عشتار نينوى) على أنهما منفصلتان. 

#### الآلهة الأجنبية
يمكن ذكر الآلهة الأجنبية في التكلتو إلى جانب الآلهة الرافدينية.  إذ نرى التكلتو من عهد آشوربانيبال يشمل الآلهة الحورية كوماربي ، ناباربي ، سامنوها ،  نوباتيك ("أومبيداكي")، نيناتا وكوليتا ،  بيروا الحيثي ("بيرو")،  والأورارتي هالدي-أصيرا، العيلامية نابريس ، إيبريتو وناروندي ، والإيراني أهورا مازدا ("أسارا مازا").  ويخمن ألفونسو آرشي أيضًا أن الإلهة الإبلاوية ربما تكون إيسكارا التي تم استدعاؤها تحت عنوان يؤكد ارتباطها بإبلا. 

#### الأشياء الإلهية والأشياء الطبيعية
بالإضافة إلى الآلهة، يمكن أن تشمل القوائم في التكلتو أيضًا أدوات عبادة مؤلهة مثل المعايير ( شورينو ؛ أحد الأمثلة هو معيار آشور المذكور في تكلتو سنحاريب) والتماثيل التي تمثل المخلوقات القاتلة ، بما في ذلك الأسود والفهود والثيران وطيور أنزو واللامو والكوريبو (الغرفين).  يمكن أيضًا ذكر تماثيل الملوك الموضوعة في المعابد، بما في ذلك تصوير تغلث فلاسر الثالث وإريبا أداد ، ولوحة يُفترض أنها تمثل آشور بانيبال وعدد من التماثيل لملوك وأمراء غير محددين من معبد آشور في آشور.  علاوة على ذلك، يمكن تضمين الأشياء الطبيعية أيضًا.  ففي تكلتو آشور بانيبال جرى استدعاء الأجرام السماوية. 

## طقوس ذات صلة
بعض المصطلحات الطقسية الرافدينية الأخرى ذات المعنى المماثل لكلمة تكلتو كلمة نابتانو naptanu (بالسومرية بور bur؛ "مأدبة احتفالية") وكلمة قيريتو qerītu ("مهرجان المأدبة"). 
ترجح بونجراتز-ليشتن أن بعض التعابير الموجودة في نصوص التكلتو الآشورية الجديدة، مثل إدراج الأشياء الطبيعية المؤلهة، تشكل بقاءً للتقاليد التي نشأت في المجال الثقافي السوري-الأناضولي، حيث تظهر عادةً في المعاهدات.  وتشير إلى أن الجبال والأنهار والمناطق المقدسة غائبة عن الطقوس الآشورية، ولكنها تظهر في النصوص البابلية القديمة من تل ليلان ، وكذلك في المصادر الحورية والحيثية.  اعتبر فولكرت هاس أنه "لا جدال" في أن سمات التكلتو الآشورية الحديثة تعكس التأثير الحيثي. 
يلاحظ جاري بيكمان Gary Beckman أن المصطلحات الأكدية المماثلة المتعلقة بقرابين الطعام تظهر في كل من التكلتو وفي مجموعة من التعويذات من خاتوشا والتي يشار إليها بمصطلح بابيلي babilili وركزت على استحضار الإلهة بينيكير ( CTH 718)، لكنه يخلص إلى أن هذا غير كافٍ لتحديد ما إذا كان أحد هذه الاحتفالات قد أثر على الآخر. 

## هوامش
1. 1 2 3 4 5  Pongratz-Leisten 2015، صفحة 392.
2. 1 2  Hallo 2009، صفحة 537.
3. ↑  Allen 2015، صفحة 133.
4. ↑  Pongratz-Leisten 2015، صفحة 216.
5. ↑  Porter 2004، صفحة 43.
6. 1 2 3  Maul 2017، صفحة 348.
7. ↑  Hallo 2009، صفحة 497.
8. ↑  Hallo 2009، صفحة 509.
9. ↑  Hallo 2009، صفحة 525.
10. ↑  Devecchi 2020، صفحة 170.
11. ↑  Pongratz-Leisten 2015، صفحة 393.
12. ↑  Grayson et al. 1987، صفحة 58.
13. ↑  Pongratz-Leisten 2015، صفحات 393-394.
14. ↑  Grayson et al. 1987، صفحة 162.
15. ↑  Grayson et al. 1987، صفحة 215.
16. 1 2 3  Pongratz-Leisten 2015، صفحة 394.
17. 1 2 3 4  MacGinnis 2020، صفحة 106.
18. ↑  Pongratz-Leisten 2015، صفحة 396.
19. ↑  Pongratz-Leisten 2015، صفحة 399.
20. ↑  Pongratz-Leisten 2015، صفحة 407.
21. ↑  Pongratz-Leisten 2015، صفحة 401.
22. ↑  Pongratz-Leisten 2015، صفحة 115.
23. ↑  MacGinnis 2020، صفحات 114-115.
24. 1 2  MacGinnis 2020، صفحة 110.
25. ↑  MacGinnis 2020، صفحة 111.
26. ↑  Perdibon 2020، صفحات 131-132.
27. ↑  Allen 2015، صفحة 2.
28. ↑  Porter 2004، صفحات 43-44.
29. ↑  MacGinnis 2020، صفحة 113.
30. 1 2  MacGinnis 2020، صفحة 114.
31. ↑  MacGinnis 2020، صفحة 109.
32. ↑  MacGinnis 2020، صفحة 107.
33. ↑  Archi 2020، صفحة 23.
34. ↑  MacGinnis 2020، صفحة 112.
35. 1 2  Pongratz-Leisten 2015، صفحة 48.
36. ↑  Pongratz-Leisten 2015، صفحة 402.
37. ↑  Pongratz-Leisten 2015، صفحات 392-393.
38. ↑  Pongratz-Leisten 2015، صفحات 401-402.
39. ↑  Haas 2007، صفحة 117.
40. ↑  Beckman 2014، صفحة 73.